# Žutokljuni labud
Žutokljuni labud (lat. Cygnus cygnus) je vrsta labuda sjeverne hemisfere.

## Opis
Žutokljuni labud izvana sliči crnokljunom labudu. Ima visinu 140-165 cm, s rasponom krila od 205 do 275 cm. Obično teži 7,4 do 14 kg, mužjaci su u prosjeku od 9,8 do 11,4 kg, a ženke 8,2 do 9,2 kg. Labud rekordne težine iz Danske imao je 15,5 kg. Žutokljuni labud smatra se jednom od najtežih letećih ptica. Kljun je dug 9,2 do 11,6 cm. Ima crno-žutu boju.

## Stanište
Žutokljuni labudovi traže široka prostranstva vode u kojoj žive, pogotovo odrasli, jer su stalno u vodi i plivaju. Hrane se vodenim biljkama, koje dosežu svojim dugim vratom.

## Ponašanje
Unatoč svojoj veličini, izvrsni su letači. Mogu letjeti čak stotine tisuća kilometara, kako bi prezimili u južnoj Europi i istočnoj Aziji. Povremeno posjete Indijski potkontinent i zapadnu Sjevernu Ameriku.
Žutokljuni labudovi su monogamni, jedan par živi zajedno cijeli život. Brinu se o mladuncima duže vrijeme.
Oba roditelja podjednako su angažirana oko izgradnje gnijezda. Mužjak stoji na straži, dok ženka sjedi na jajima. Obično izležu 4-7 jaja (iznimno do 12 jaja). Pilići se izlegu nakon 36 dana. Imaju sivo ili smeđe perje.